# Музей-усадьба Пирогова
Музе́й-уса́дьба Пирого́ва (укр. Національний музей-садиба М.І. Пирогова) — музей, в котором собраны экспонаты, повествующие о жизни выдающегося хирурга, учёного и педагога Николая Ивановича Пирогова. Расположен в Виннице (Украина) в бывшей усадьбе «Вишня», принадлежавшей Н. И. Пирогову.

## Музей
В состав музейного комплекса входят:
- дом, в котором жил Н. И. Пирогов и где расположена экспозиция о его жизни и деятельности
- музей-аптека с интерьерами приёмной и операционной Н. И. Пирогова
- церковь-некрополь, в которой покоится бальзамированное тело ученого (находится на расстоянии 1,5 км от музея)
- мемориальный парк, где сохранились деревья, посаженные Н. И. Пироговым

## История усадьбы

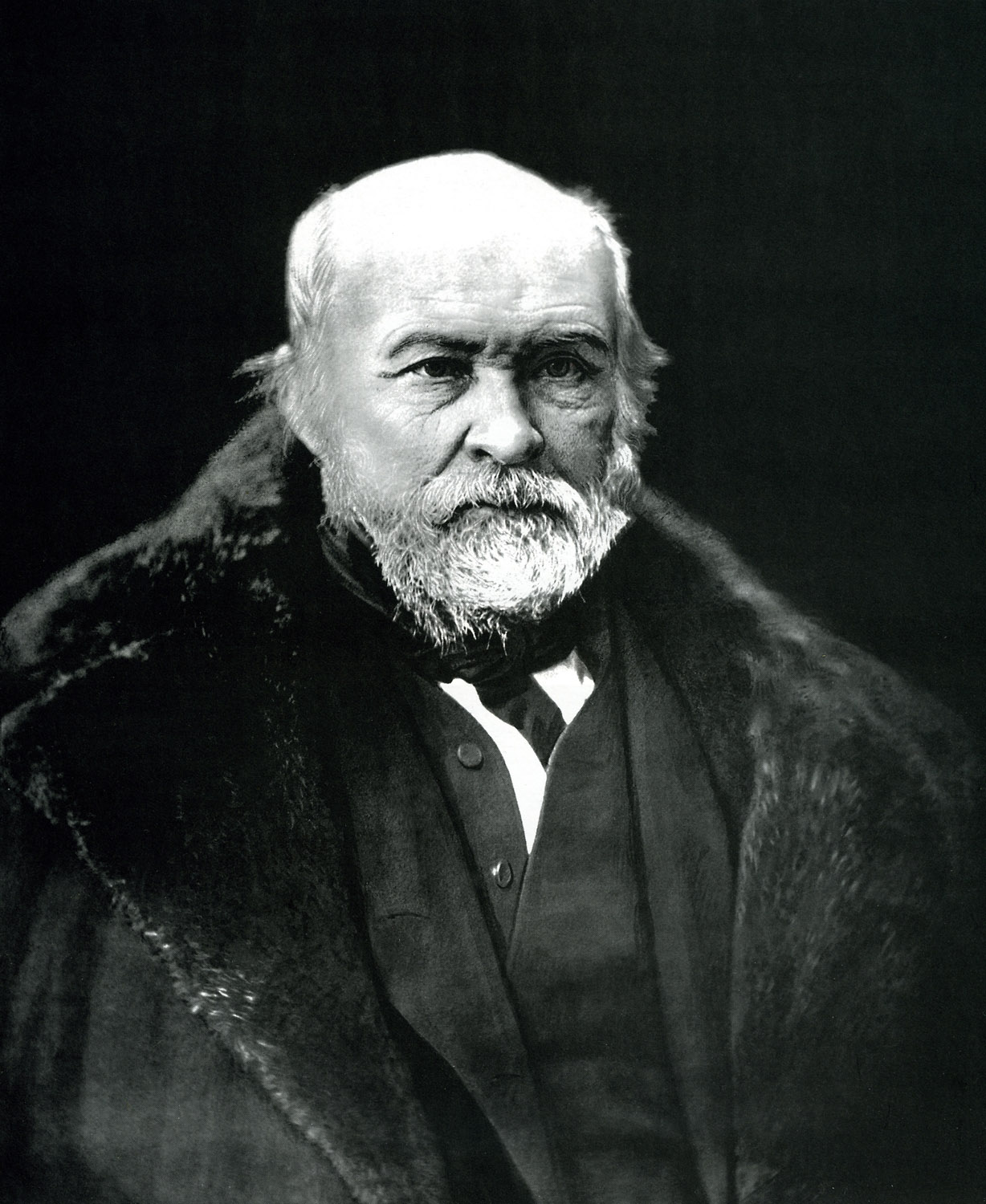
Н. И. Пирогов. Фото 1870 года

### Семейная усадьба
В 1861 году, после увольнения с должности попечителя Киевского учебного округа Николай Иванович Пирогов поселился в усадьбе «Вишня» близ Винницы, которую приобрел у наследников доктора медицины А. А. Гриколевского на торгах в Киеве в 1859 году. В 1866 он построил здесь кирпичный полутораэтажный дом и аптеку, привёл в порядок парк, где также выращивал и лекарственные растения. В этой усадьбе Николай Пирогов жил до последних дней, вёл научную работу и врачебную практику, именно здесь и умер в 1881 году. На четвёртый день после его смерти тело было забальзамировано петербургским врачом Д. И. Выводцевым и впоследствии перенесёно в семейную усыпальницу, над которой в 1885 году, по проекту В. И. Сычугова, была построена церковь и освящена в честь Святого Николая Чудотворца. Точных данных о способе бальзамирования нет, но исследователи считают, что вероятнее всего Давид Ильич Выводцев, ученик Пирогова, выполнил бальзамирование по собственной методике минимально инвазивного бальзамирования, не осуществляя вскрытие тела и оставив все внутренние органы, которые сохранились и до сегодняшнего дня.

### 1917—1947
До 1902 года усадьбой занималась вдова учёного, Александра Антоновна Пирогова. После её смерти — сначала младший сын Владимир, а затем внучки Н. И. Пирогова (дочери старшего сына Николая) — Л. Н. Мазирова и А. Н. Гершельман. После Октябрьской революции 1917 года они со своими семьями уехали за границу, остались там навсегда, и длительное время усадьба была заброшена. Тогда же произошло ограбление захоронения Н. И. Пирогова: похитили шпагу (подарок австрийского императора Франца Иосифа) и металлический крест, которые были при покойном.
В 1920 году полуразрушенный дом был предоставлен для проживания американским рабочим, которые образовали здесь коммуну им. Джона Рида. Впоследствии усадьба перешла в подчинение опытной сельскохозяйственной станции, а с 1936 года — Винницкой областной инфекционной больнице.

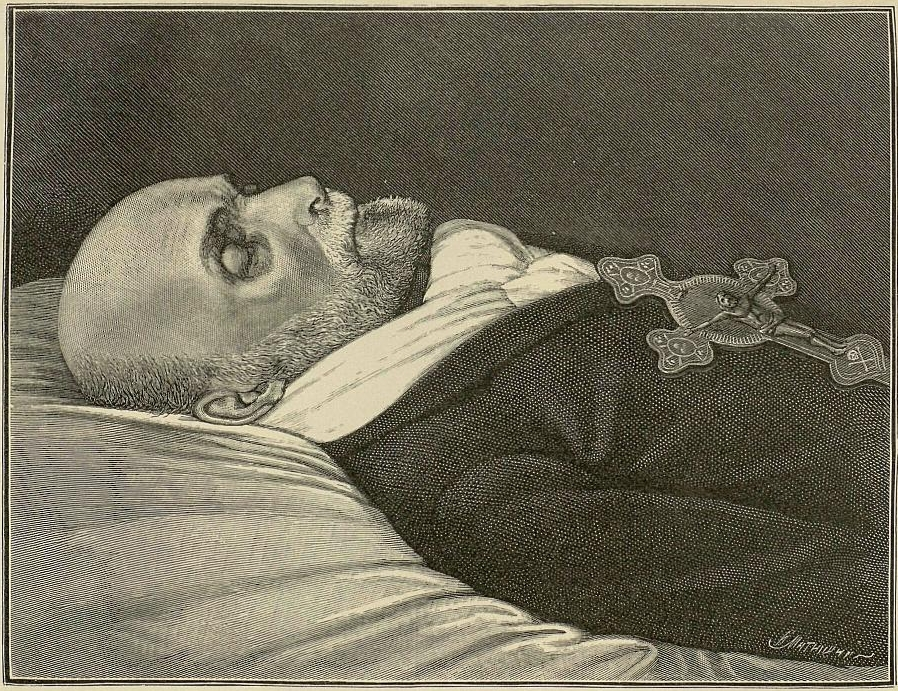
«Николай Иванович Пирогов в день смерти». Гравюра Матюшина И. И. 1881 год

Впервые вопрос о сохранении тела Н. И. Пирогова и превращении его дома в музей был поставлен Винницким научным обществом врачей ещё в начале 20-х годов. Тогда же был определён объём неотложных ремонтных работ зданий и разработаны первоочередные мероприятия по созданию благоприятных условий для хранения тела, которые, тем не менее, так и не были выполнены. В 1927 году усадьбе Пирогова был предоставлен статус государственного заказника (первого на территории Винницкой области). В годы Великой Отечественной войны повреждений ей причинено не было, она уцелела, но требовала восстановления, гроб с телом находился на грани разрушения.
По распоряжению Совета Народных Комиссаров СССР от 27 октября 1944 года здесь был создан музей Н. И. Пирогова, который объединил все объекты в единый комплекс, и только тогда начались работы по благоустройству парка, освобождение и ремонт помещений, которые все ещё занимала инфекционная больница. Первое за всё время ребальзамирование тела Николая Пирогова велось на протяжении месяца (с 5 мая по 5 июня 1945 года) специально созданной комиссией, в составе которой были ученые из Санкт-Петербурга, Киева, Харькова и Винницы. По оценкам специалистов, этот случай стал уникальным в мировой науке: тело, которое находилось без надлежащего ухода и в неблагоприятных условиях, через 65 лет после смерти было полностью восстановлено. Тело одели в тот же костюм, что был на учёном во время захоронения и в таком виде, в отреставрированном гробу, оно сохраняется и до сих пор.

### Открытие музея и современное положение
Торжественное открытие музея состоялось 9 сентября 1947 года и было посвящено 100-летию со дня применения Н. И. Пироговым, впервые в истории мировой медицинской практики, эфирного наркоза на поле боя. Одновременно здесь был открыт и памятник ученому — бюст на гранитном постаменте.
В последующие годы экспозиция музея совершенствовалась и дополнялась объектами. К 150-летию со дня рождения Николая Пирогова (в 1960 году) были воспроизведены его рабочий кабинет и аптека, приобретены некоторые личные вещи и рукописи. В постсоветское время — отреставрирован интерьер церкви некрополя, восстановлены и переоборудованы операционная, приемная, аптека. Также была оборудована специальная лаборатория, где с 1994 года проводится периодическое ребальзамирование тела Пирогова.
Территория музея-усадьбы была передана в общегосударственную собственность распоряжением Винницкой областной госадминистрации от 22 декабря 1995 года. Указом Президента Украины от 10 июня 1997 года музей получил статус Национального, а по Распоряжению Кабинета Министров Украины от 11 июня 2003 года — статус природоохранного объекта.

### Фонды и экспозиция
Экспозиционная площадь музея-усадьбы составляет более 1,2 тыс. м2 и включает 1,5 тыс. экспонатов. В музее представлены все известные труды Николая Пирогова, его рукописи и личные вещи, а также литература о нём, медицинские инструменты, которые использовались в практике врачей тех времён. Общее количество объектов, хранящихся в фондах — свыше 16,5 тысяч.

### Дом Г. И. Пирогова
Главным корпусом музея-усадьбы является дом, где жил Николай Иванович Пирогов. Построенный в 1866 году, на сегодня он имеет статус памятника архитектуры и градостроительства городского значения. Экспозиция размещается в десяти залах и вестибюлях, последовательно описывая жизнь и деятельность Пирогова.
| - Детство и юность Н. И. Пирогова — Зал № 1 Николай Пирогов родился в 1810 году в Москве, став тринадцатым ребенком в семье служащего. Учился в частном пансионе педагога В. С. Кряжева, затем — в Московском университете. Среди экспонатов зала: картины «Н. И. Пирогов с няней Екатериной Михайловной» (А. В. Сорока), «Посещение профессором Е. И. Мухиним семьи Пироговых» (К. Кузнецов); фотографии домов Москвы, в которых жил студент Пирогов; книги, которыми он увлекался в детстве, и медицинские учебники первой половины XIX века; материалы о сдаче Н. И. Пироговым экзаменов. - Обучение в профессорском институте — Зал № 2 Н. И. Пирогов продолжил обучение в Юрьевском университете. В зале размещены портреты его экзаменаторов и товарищей по учебе, фоторепродукции с видами Юрьева той эпохи, а также картина, показывающая защиту диссертации Пироговым, рисунки его анатомических препаратов. - Н. И. Пирогов — профессор Юрьевского университета — Зал № 3 На картинах, представленных в зале, отражена деятельность Пирогова как учёного: чтение им лекций, проведение операций в присутствии студентов и других врачей, осмотр больных. Также среди экспонатов — научные труды ученого: книги, диссертации, атласы. - Н. И. Пирогов — профессор Петербургской медико-хирургической академии — Зал № 4 Годы, проведенные Пироговым в Медико-хирургической академии, считаются наиболее плодотворным периодом его научной работы. Экспозицию зала составляют работы учёного, написанные в этот период, а также анатомические препараты, изготовленные им лично. На картинах и рисунках изображены сцены, иллюстрирующие важные нововведения Пирогова: применение эфира как обезболивающего средства при хирургических операциях на поле боя и использование крахмальной неподвижной повязки при огнестрельных переломах. - Деятельность Н. И. Пирогова в Севастополе — Зал № 5 Экспонаты зала рассказывают об участии Н. И. Пирогова в обороне русского города Севастополя 1854—1855 годов не только как хирурга, но и как талантливого администратора. На картинах воспроизведены его встречи в Севастополе со Львом Толстым, Дмитрием Ивановичем Менделеевым, легендарным матросом Петром Кошкой. Уникальными экспонатами являются наборы хирургических инструментов, изготовленные более 100 лет назад под руководством Пирогова. | - Н. И. Пирогов — попечитель учебных округов — Зал № 6 В зале представлены рисунки и фотографии, которые воспроизводят период жизни Н. И. Пирогова как педагога — в Одессе и Киеве, экспонируется его работа «Педагогические произведения». Фотокопия письма-благодарности от Джузеппе Гарибальди и картина К. Кузнецова рассказывают о ещё одном важном эпизоде этого периода: Пирогов вылечил раненого в ногу революционера, не прибегая к оперативному вмешательству, при том, что европейские врачи настаивали на ампутации. - 50-летний юбилей научной, врачебной и общественной деятельности Н. И. Пирогова — Зал № 7 Юбилейные торжества, проходившие в Москве, изображены на представленных в зале копиях картин Юрия Репина. Также экспонируются поздравительные и почётные дипломы, врученные Пирогову. - Рабочий кабинет Н. И. Пирогова — Зал № 8 Экспозицию кабинета Пирогова составляют мебель тех времен (оригинальные не сохранились), личные вещи учёного, награды, книги, хирургические инструменты, а также фотографии членов семьи. В 1960 году была проделана реставрация кабинета. - Н. И. Пирогов в усадьбе «Вишня» — Зал № 9 Серия фотографий, рисунков и картин, которые изображают усадьбу Николая Пирогова, его смерть и увековечение памяти. - Идеи Н. И. Пирогова и Великая Отечественная война 1941—1945 гг. — Зал № 10 В зале представлены фотографии и картины, на которых изображено применение идей Н. И. Пирогова во время Великой Отечественной войны. Экспонируются его работы по военно-полевой хирургии. - Н. И. Пирогов на театре франко-прусской и русско-турецкой войн — Вестибюль Ряд гравюр и фотографий, что иллюстрируют организацию оказания медицинской помощи во время этих войн. Также экспонируются труды Н. И. Пирогова: «Отчёт о посещении военно-санитарных учреждений в Германии, Лотарингии и Эльзасе в 1870 году», «Военно-врачебное дело и специализированная помощь на театре войны в Болгарии и в тылу действующей армии в 1877—1878 гг.». |

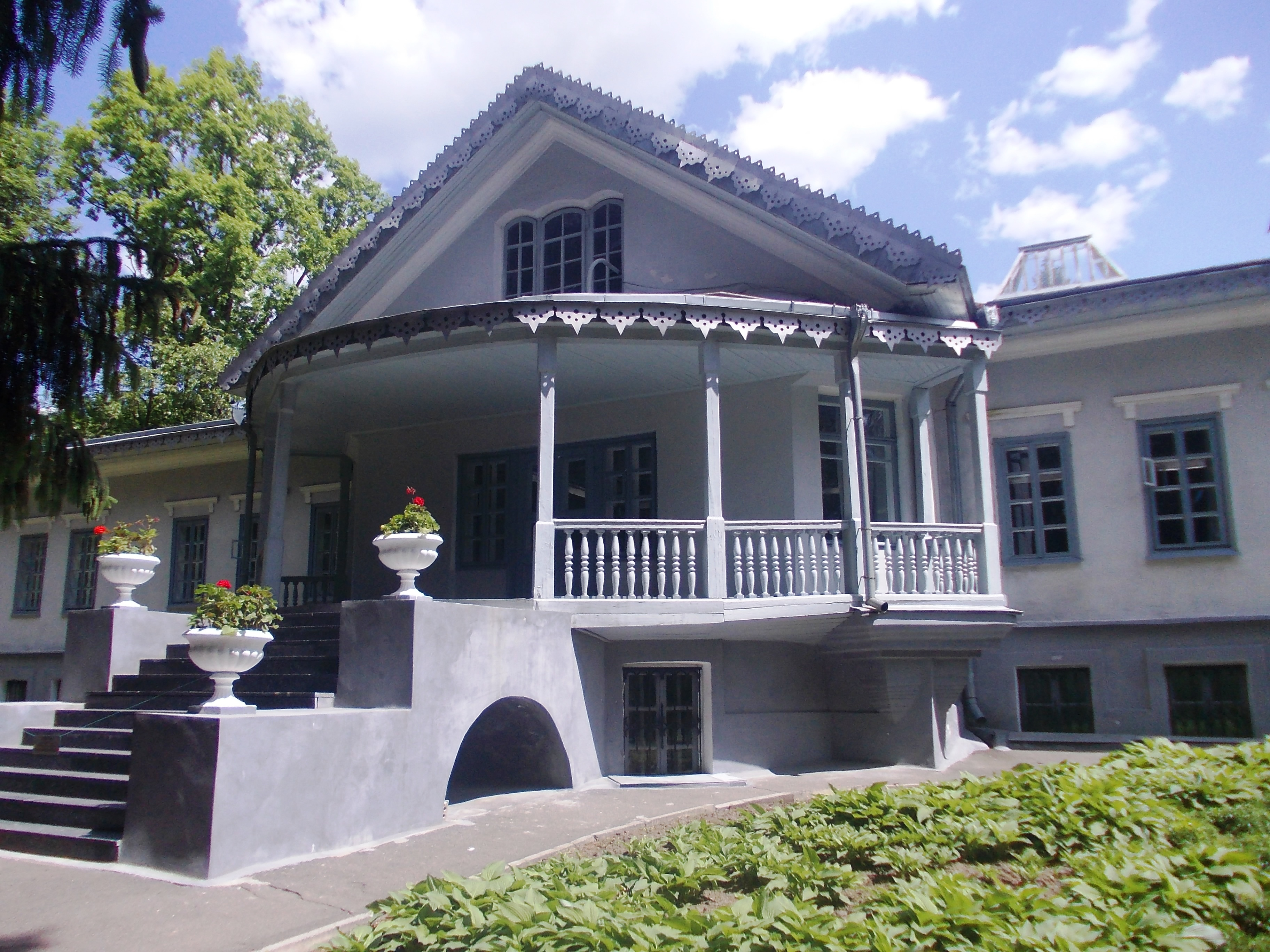
Терраса жилого дома
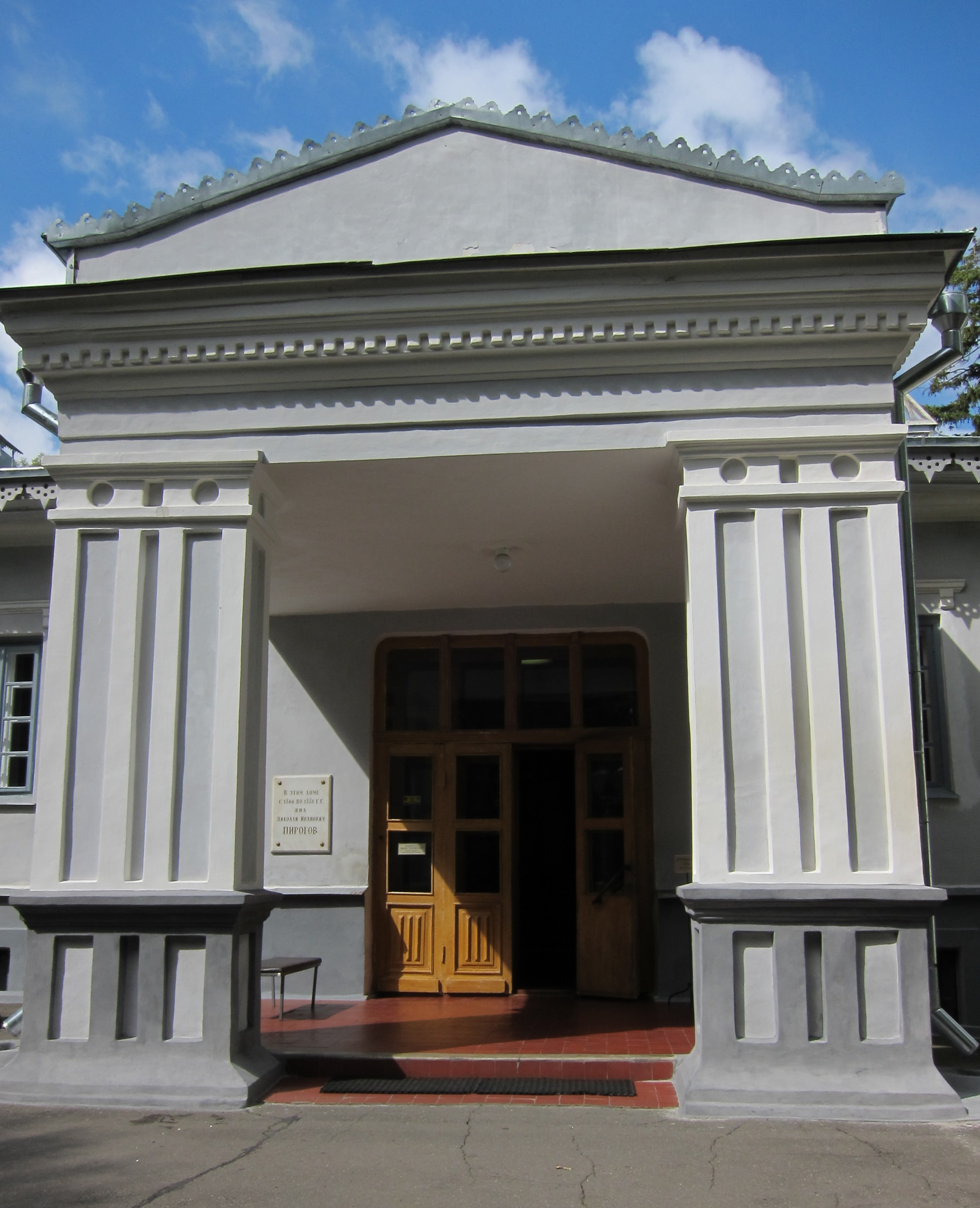
Вход в музей (главный фасад жилого дома)
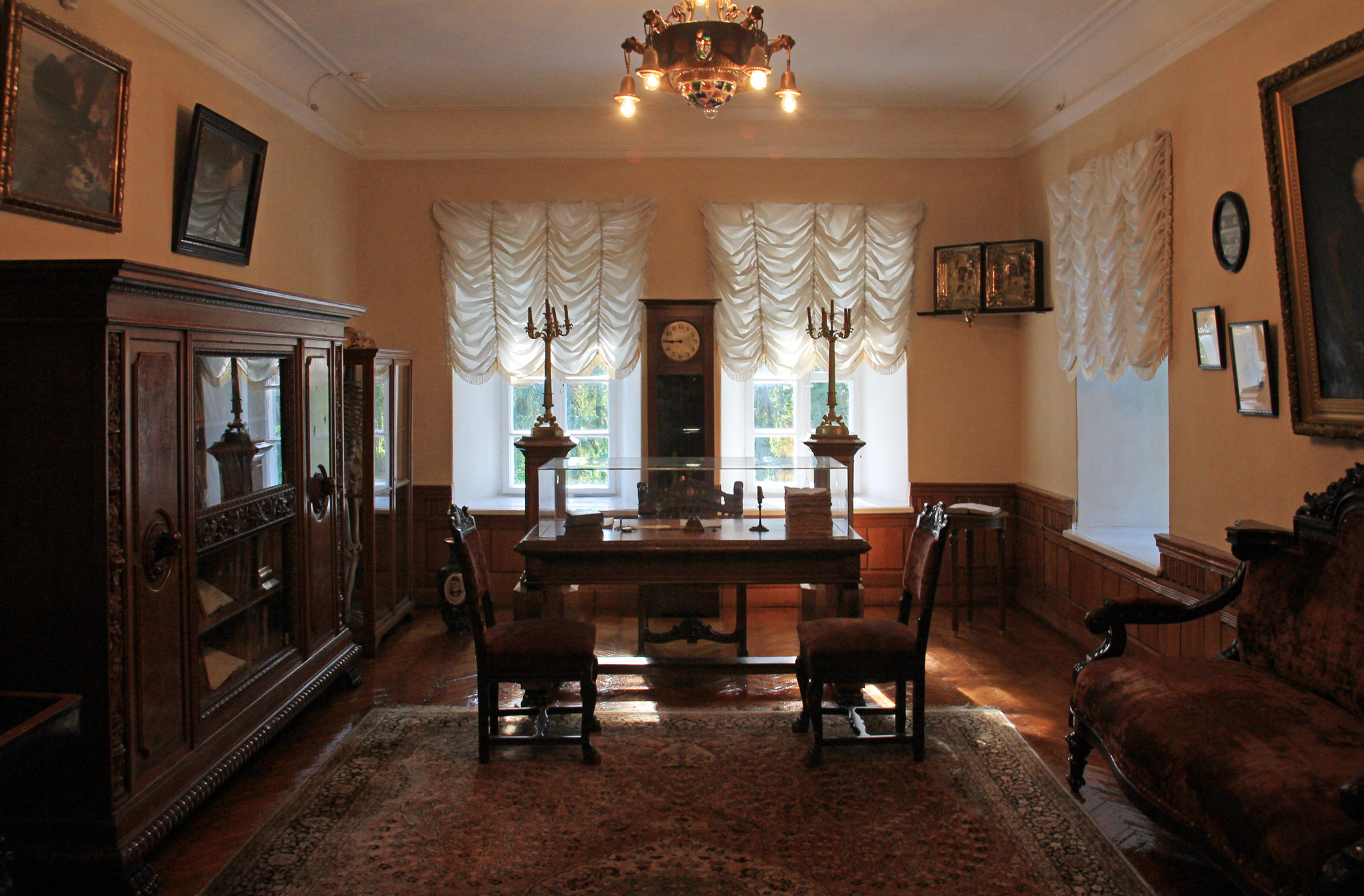
Рабочий кабинет Н. И. Пирогова
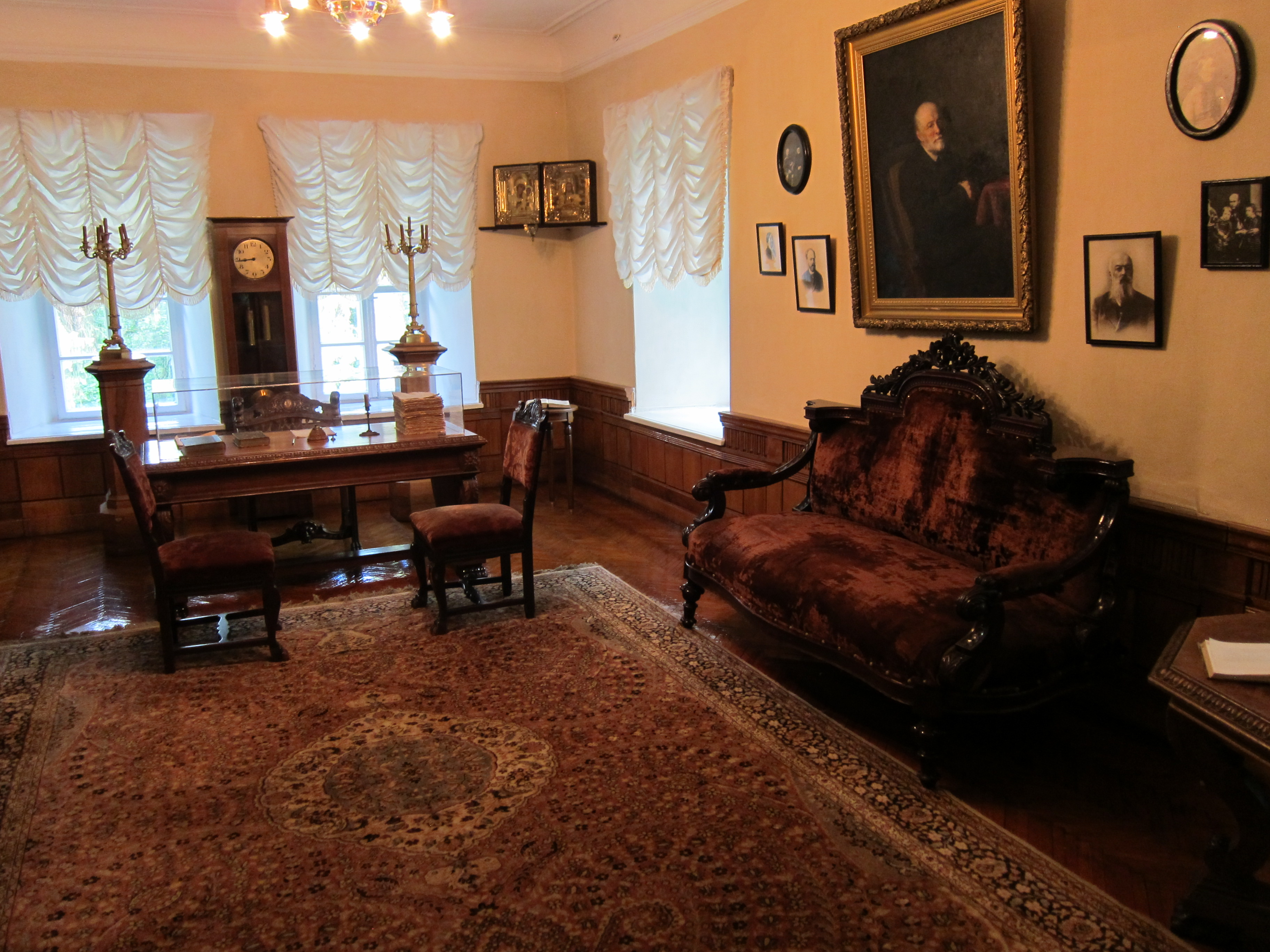
Диван, на котором скончался М. И. Пирогов

### Аптека
Аптека, которую открыл в 1870 году на территории своей усадьбы Николай Иванович Пирогов, была первой на Подолье. Кроме продажи лекарств, изготовленных, в частности, и по собственноручным рецептам Пирогова, здесь осуществлялся приём больных, а также проводились операции. Современная экспозиция музея-аптеки является реконструкцией аптеки Н. И. Пирогова времени её функционирования. Её основными элементами стали фигуры персонажей, изготовленные из медицинской пластмассы, в воссозданных интерьерах: аптекаря, фельдшера, больных и самого Николая Пирогова. Экспозиция также включает старинные весы, копии рецептурных бланков, учебники фармакологии. У входа в дом высажены основные лекарственные растения, которые учёный использовал в практике лечения. Здание аптеки является памятником архитектуры и градостроительства городского значения.

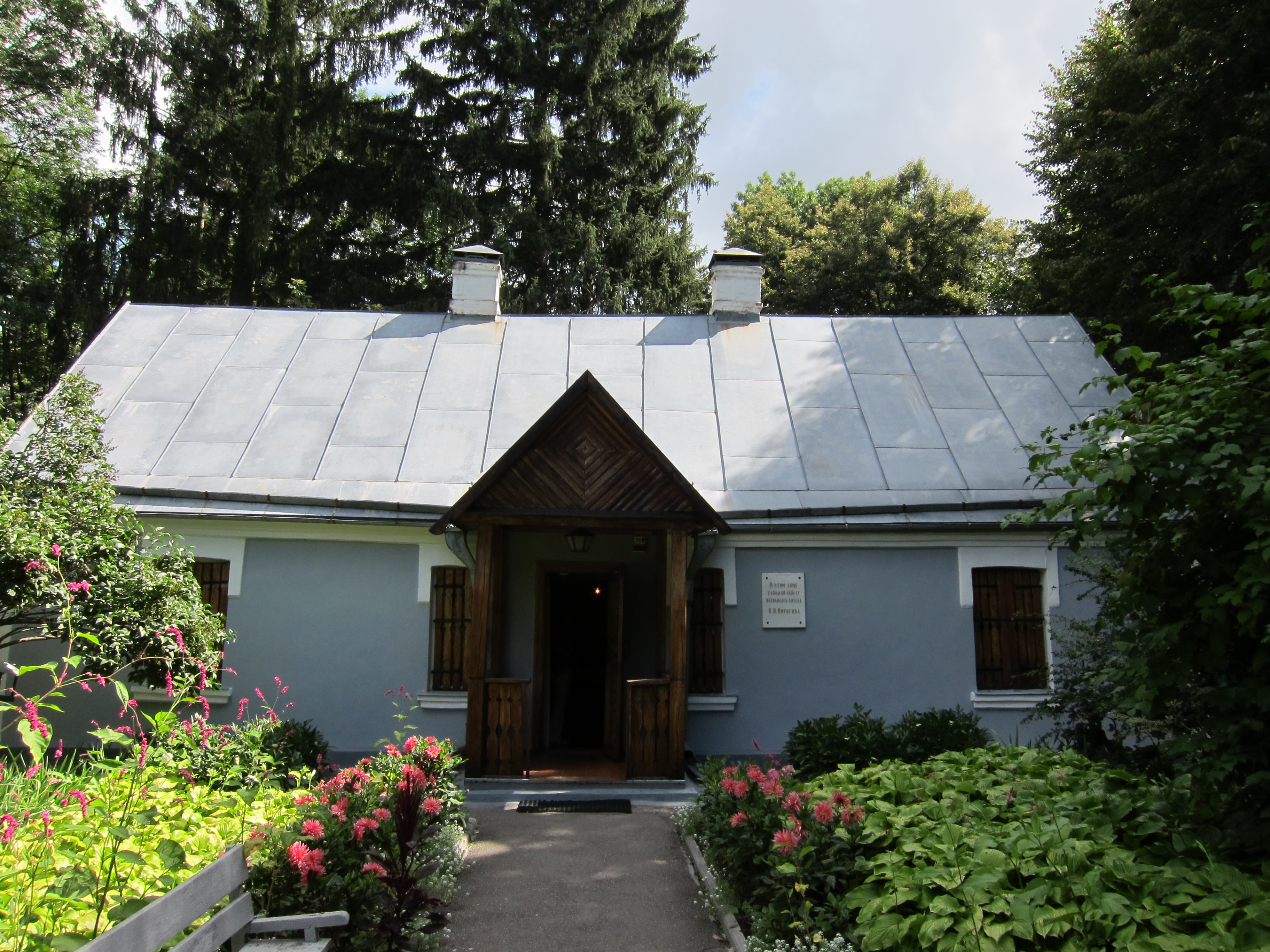
Дом, в котором находились аптека, приёмная и операционная М. И. Пирогова

### Мемориальный парк
Мемориальный парк площадью 6 гектаров, вместе с жилым домом, аптекой, яблоневым садом (10 гектаров), а также церковью-некрополем, составляют единый природоохранный ансамбль — Парк-памятник садово-паркового искусства общегосударственного значения «Музей-усадьба Н. И. Пирогова». В парке растёт более 60 видов древесных и кустарниковых насаждений. Его украшение — вековая липовая аллея — была излюбленным местом прогулок Николая Пирогова. Сохранились две огромные ели, посаженные в 1862 году самым Н. И. Пироговым.

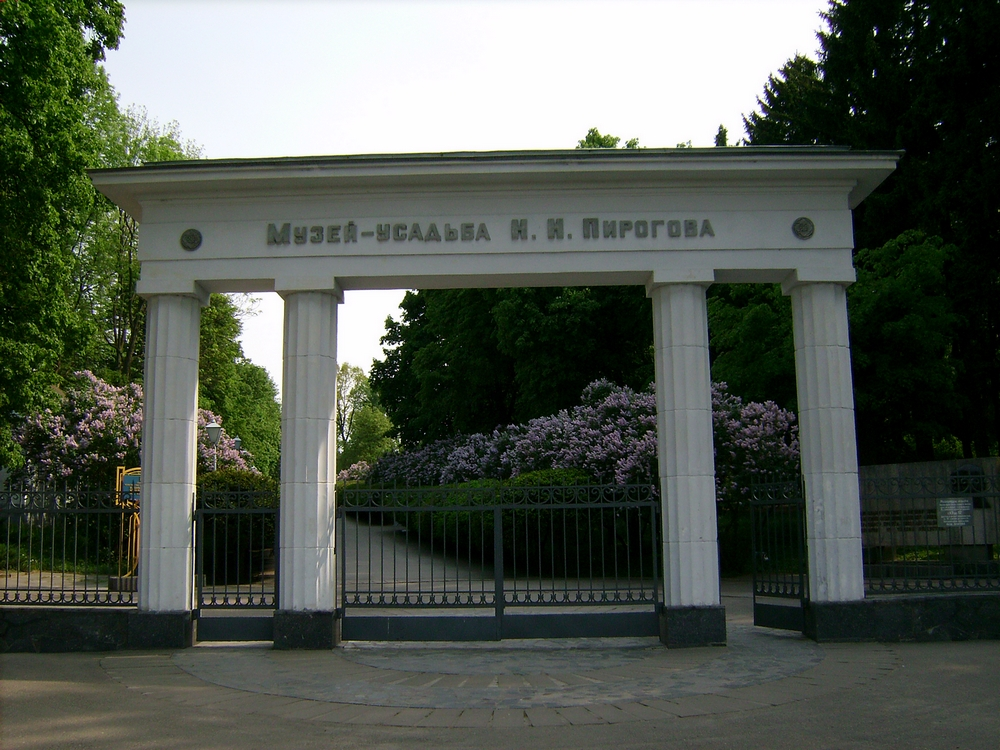
Центральный вход в музей-усадьбу
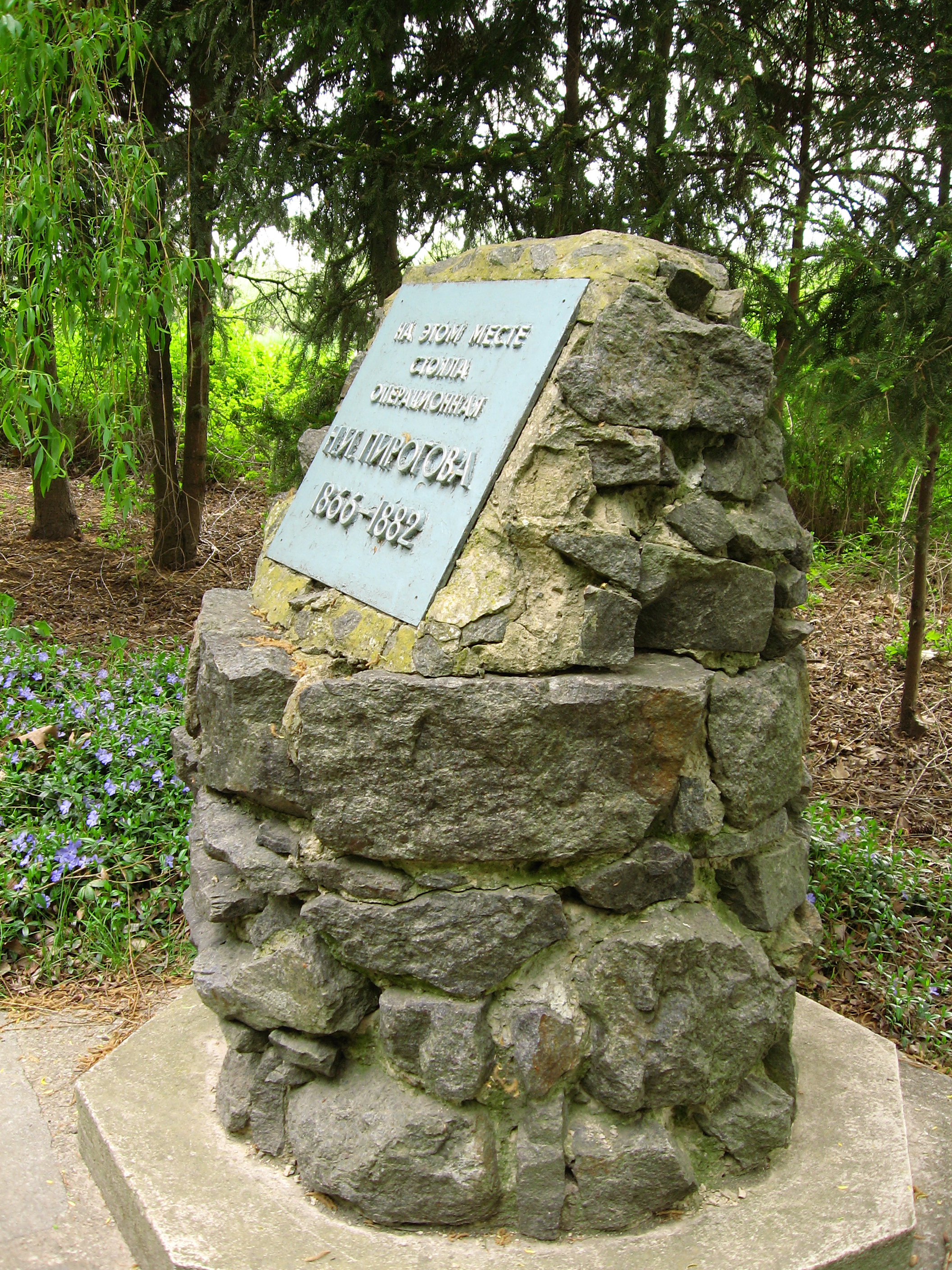
Памятный знак на месте, где находилась больница Н. И. Пирогова
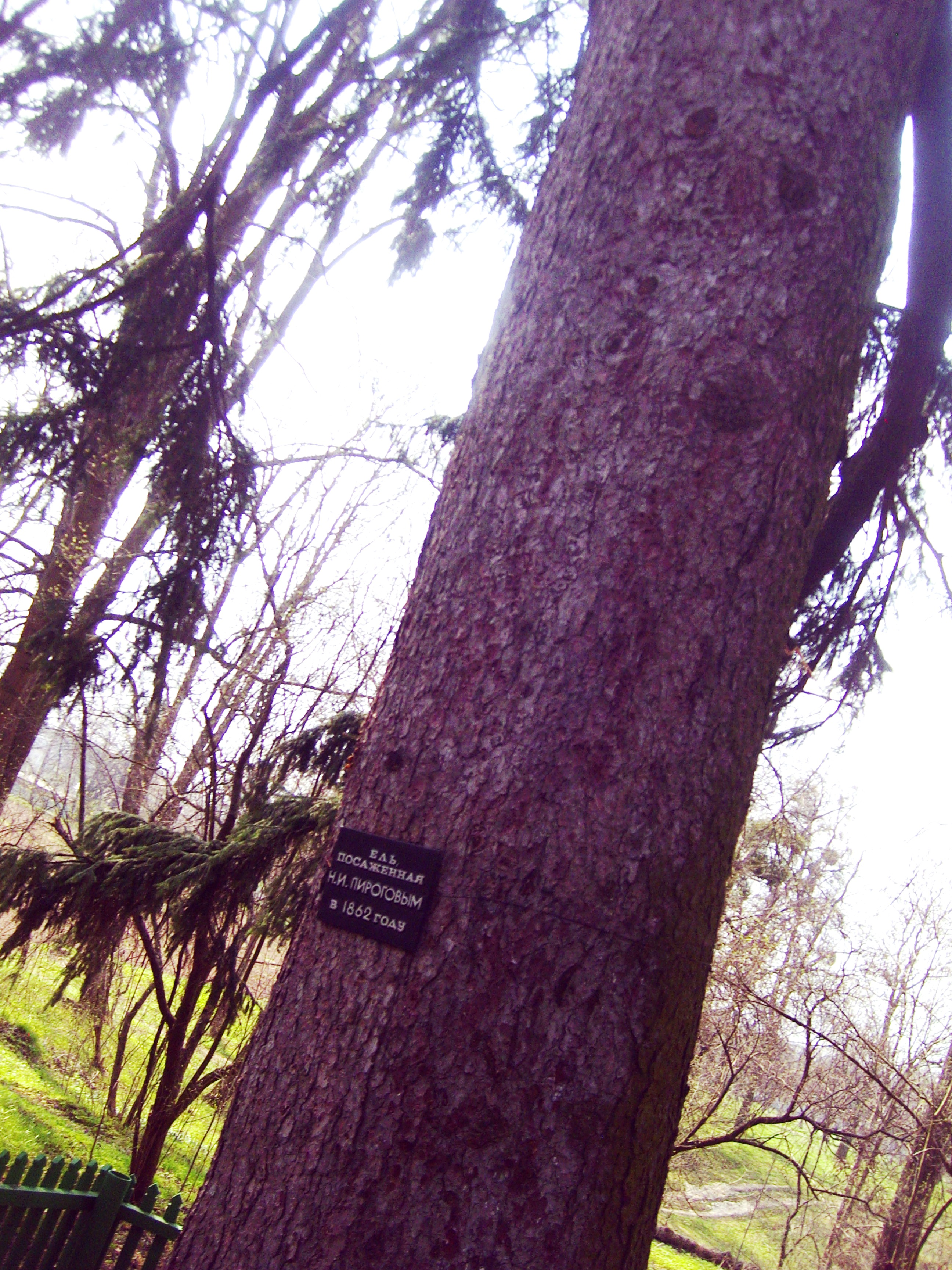
Ель, которую посадил Н. И. Пирогов

### Церковь-некрополь
Инициатором бальзамирования тела Николая Пирогова была его жена — Пирогова Александра Антоновна. Ещё задолго до смерти учёный выразил желание быть похороненным в своей усадьбе, о чём после его кончины семья и подала ходатайство. Разрешение на это дали, но при условии, что наследники согласятся перенести тело из усадьбы в другое место в случае перехода имения новым владельцам. Члены семьи Н. И. Пирогова на это не согласились, и вдовой был приобретён участок на кладбище села Шереметка (ныне в составе Винницы). Для сохранения останков Н. И. Пирогова сначала соорудили склеп, впоследствии над ним церковь и колокольню. Строительство продолжалось в течение 1882—1885 гг. по проекту и под руководством архитектора В. И. Сычугова. Сейчас склеп-могила является памятником национального значения, в праздничные дни и знаменательные даты жизни Н. И. Пирогова в церкви-некрополе, освященной в честь Святого Николая Чудотворца, отправляются богослужения. Кроме Николая Пирогова в семейной усыпальнице находятся захоронения его жены и старшего сына.
В период с 1980 по 1985 гг. были проведены ремонтно-восстановительные и реставрационные работы церковного комплекса, с 1992 по 1997 гг. — реставрационные работы внутреннего интерьера. Также были полностью переоборудованы гроб, который в своё время сделали в Вене — сняли стеклянную крышку, а самого поместили в герметичный саркофаг, который освещается специальными светильниками.
Церковь-некрополь расположена отдельно от основной части музея-усадьбы и находится по адресу: г. Винница, 2-й переулок Вишневского, 16.

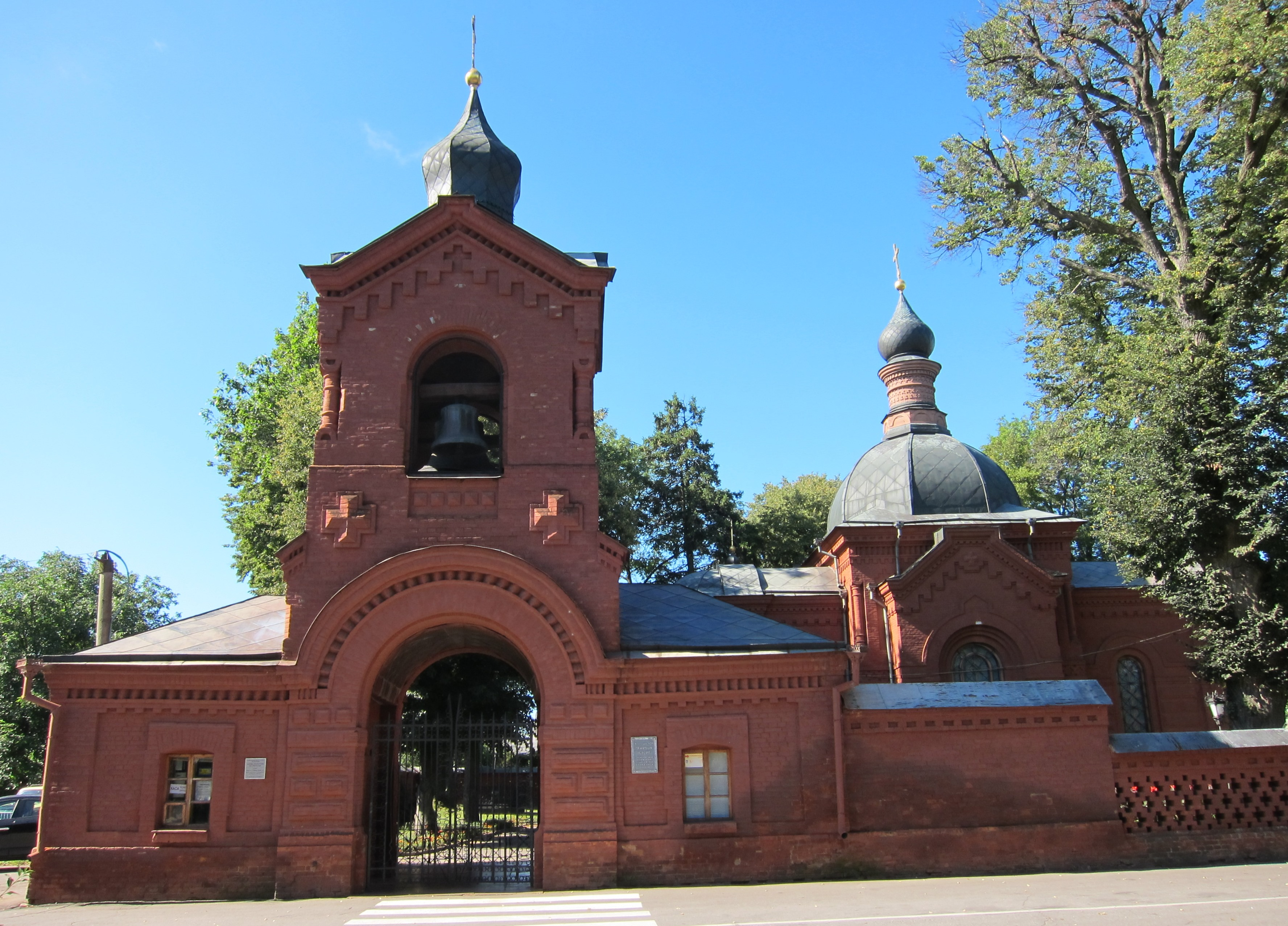
Колокольня церкви-некрополя
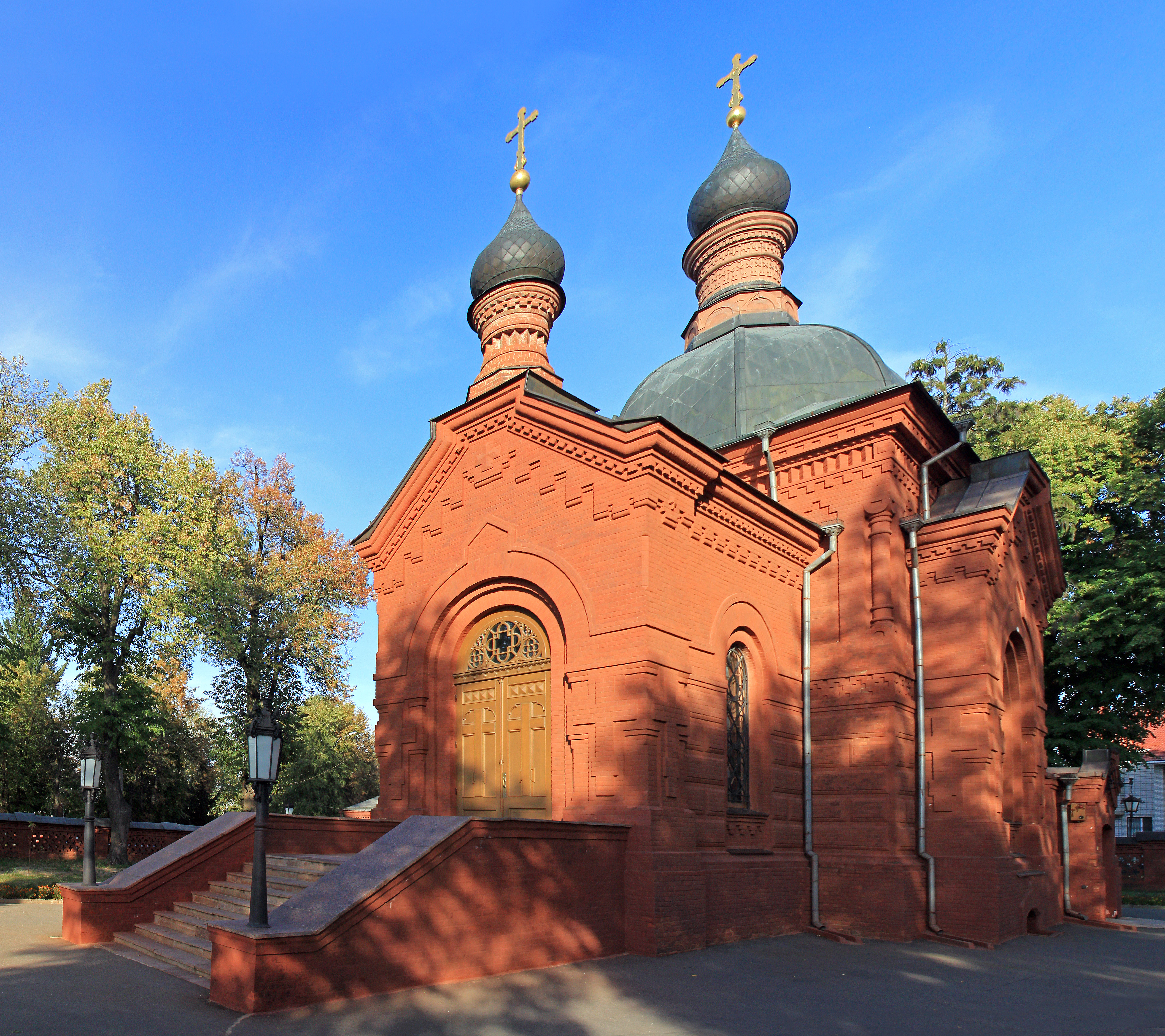
Церковь-некрополь, где хранится тело Н. И. Пирогова

## Научная деятельность
Национальный музей-усадьба Н. И. Пирогова является одним из организаторов проведения научных форумов, посвященных выдающемуся учёному. Материалы, хранящиеся в его фондах, используются для написания научных трудов, а также съёмок документальных и художественных фильмов. Кроме того, музей является учебной базой Винницкого национального медицинского университета: здесь проводятся занятия по истории медицины, заседания студенческих научных кружков.

## Координаты
- Адрес: Украина, г. Винница, ул. Пирогова, 155
- Телефоны: + 38 0432 43-80-16, + 38 0432 43-71-49
- Время работы: 10:00-17:00, выходной — Понедельник
- e-mail: muzpirogov@mail.ru